# Sågtjärnen (Norra Ny socken, Värmland, 670795-135199)
Sågtjärnen är en sjö i Torsby kommun i Värmland och ingår i Göta älvs huvudavrinningsområde.